# Elias Gistelinck
Elias Gistelinck (Beveren-Leie, 27 mei 1935 - 25 maart 2005) was een Vlaams componist, musicus en radio-producent.
Hij werd geboren in Beveren-Leie (tegenwoordig een deelgemeente van Waregem). Zijn muzikale opleiding verkreeg hij aan de conservatoria van Brussel en Parijs. Hij startte zijn muzikale loopbaan als zeventienjarige trompettist bij het Nationaal Orkest van België. Zijn muzikale voorkeur ging na enkele jaren echter meer uit naar de jazz, en hij ging als trompettist door Europa toeren met een jazzorkest. Later ging hij zelf componeren en werken voor de Vlaamse openbare radio, als radioproducer van klassieke muziekprogramma's. Hij promootte er ook de jazz, onder meer als productieleider bij Radio 1 en producent van het BRT Jazzorkest o.l.v. Etienne Verschueren. Hij was ook stichter van het internationale muziekfestival Jazz Middelheim, dat in 1969 voor het eerst plaatsvond.
In zijn eigen composities zocht hij vaak naar een combinatie tussen "klassieke" muziek en jazz, wat blijkt uit titels als Small cantate for Jeanne Lee (1968), Ndessé ou Blues voor recitant, jazztrio, jazzorkest en symfonisch orkest (1969) of Music for Miles (1996).

## Kamermuziek[1]

### Voor strijkers
- Portrait of Anne de Beauregard, opus 37 [1987] voor viool & cello
- Strijkkwartet nr. 2, opus 51 [1991]voor strijkkwartet

### Voor strijkers & piano
- Kleine treurmuziek voor Che, opus 22 [1974] voor viool & piano
- Lullaby for Nathalie, opus 31 [1984] voor viool & piano
- Concerto, opus 33 [1986] voor viool & piano
- Music for René (R.G.I.P.), opus 35 [1987] voor viool & piano
- Music for Andriane, opus 38 [1988] voor cello & piano
- Horizon 250, opus 46 [1990] voor viool & piano
- Clowns II, opus 47 [1990] voor viool & piano
- Three songs for children, opus 49 [1990] voor viool & piano
- Clowns III, opus 48 [1992] voor altviool & piano
- Song for Béatrice, opus 54 [1993] voor altviool of cello & piano

### Voor blazers
- Trio, opus 1 [1962] voor hobo, klarinet & fagot
- Drie bewegingen voor klarinettenkwartet, opus 2 [1962] voor 4 klarinetten
- Suite voor blazerskwintet, opus 4 [1962] voor fluit, hobo, klarinet, hoorn & fagot
- Improvisaties, opus 5 [1963] voor 2 trompetten, hoorn, trombone & tuba
- Koan I, opus 16 [1971] voor 4 klarinetten

### Voor blazers & piano
- Music for Thanksgiving, opus 36 [1987] voor klarinet & piano
- Memories of childhood, opus 39 [1988) voor trompet solo & 4 groepen van 4 trompetten
- Kleine treurmuziek voor Che opus 22 [1974] voor fluit & piano
- Koan II opus 24 [1975] voor hoorn in fa & piano
- Koan II opus 24 [1975] voor trompet of trombone of tuba & piano
- Three movements for October opus 43 [1989) voor hobo & piano
- Three movements for October opus 43/bis [1989] voor fluit & piano
- Antieke alchemie, opus 8 [1966] voor tenor & strijkkwartet
- Eleutheria, opus 44 [1989] voor viool, klarinet, cello & piano
- Lia's koan, opus 55 [1992] voor klarinet, cello & piano

### Varia
- 2001, opus 63 [2000] voor klarinet & strijkkwartet
- Méditation pour le Carême, opus 64 [2001] voor sopraan, 2 barokviolen, 1 barok altviool & 1 barokcello

Enkele andere composities van hem zijn:
- Kleine treurmuziek voor Che Op. 22 (1974) voor piano solo;
- Elegie voor Jan Op. 27 (1976) voor kamerorkest, gecomponeerd n.a.v. de dood van een van zijn leerlingen;
- Drie bewegingen voor jazzkwintet en symfonisch orkest (1985);
- Eerste symfonie Op. 53 (1991), orkestwerk;
- Tweede symfonie Op. 58 (1994), orkestwerk;
- De Profundis Op. 62 (1999), voor orgel;
- Funeral Music for Ptah IV (1975), werk voor viool, cello en piano, gecomponeerd n.a.v. de dood van Salvador Allende;
- Three little compositions for Marc Sleen (1995), kamermuziek;
- Klarinetkwintet (2001).

Hij is de vader van jazzzanger David Linx en arrangeur/producent Peter Gistelinck en van Sarah Gistelinck.
- Bibliothèque nationale de France: cb16719697f (data)
- Digitale Bibliotheek voor de Nederlandse Letteren: gist001
- Gemeinsame Normdatei: 1050777042
- International Standard Name Identifier: 0000 0003 7182 3146
- Library of Congress Control Number: nr89001508
- MusicBrainz: 61aecce5-4ba9-4775-aa84-ab334c8dadbd
- Nationale Bibliotheek van Tsjechië: jo20241243648
- Nationale Bibliotheek van Israël: 987007319975005171
- Nederlandse Thesaurus van Auteursnamen: 113492812
- Système universitaire de documentation: 197016723
- Virtual International Authority File: 47163592
- WorldCat: E39PBJmXGBpVrDChf6rqwgtxjC

1. ↑  Nieuwsbrief 32 - april 2005 | Studiecentrum voor Vlaamse Muziek. www.svm.be. Gearchiveerd op 21 mei 2021. Geraadpleegd op 21 mei 2021.